# OrCam
OrCam е израелска компания, специализирана в производството на устройства, подпомагащи зрително увредените хора. Основана през 2010 г., компанията бързо дава старт на своята изследователска дейност и първия си прототип пуска през 2013 г.

## Продукти
OrCam разработва принадлежности, в основата на които е заложена сложна невронна мрежа, с чиято помощ хората със зрителни увреждания да водят по-лесен начин на живот.
На този етап на пазара са пуснати следните продукти:
- OrCam MyEye – устройство, закрепващо се за очила, захранвано от изкуствен интелект, за да разпознава различните обекти, заобикалящи потребителя, и да ги назовава с думи;
- OrCam Read – устройство, което чете написан текст;[4]
- OrCam Power Bank – преносима батерия за продуктите от гамата на OrCam;
- OrCam BT Earphones – безжични слушалки.

## Идеология
Тъй като устройствата на OrCam разчитат на авангардни технологии – изкуствен интелект, машинно самообучение, всичко това събрано в преносима „кутийка“, това до голяма степен рефлектира и върху цената. Затова идеята на компанията е не само да предложи качествени изобретения, а и на достъпна цена. Това е ключът към устойчивия бизнес, споделя единият от основателите.

## Функции
Устройствата разполагат с вградена 13-мегапикселова камера, процесорът посредством специален алгоритъм анализира обектите, заснети от нея, и ги назовава. Благодарение на високоговорителите (или безжичните слушалки) тази информация достига до потребителя.
Ако е необходимо фокусът да бъде поставен върху определен обект, потребителят го посочва, той бива разпознат и назован.
След засилени проучвания към средата на 2021 г. компанията пуска актуализация на софтуера, която дава възможност устройствата да работят с гласови команди. Освен това интерфейсът е преведен на няколко езика: английски, датски, иврит, италиански, немски, норвежки, португалски, фински, френски, холандски и шведски.